# AIM (アサルトライフル)
AIMは、ルーマニアで製造されたAKMの派生型である。AIMとは輸出名であり、ルーマニアではPistolul Mitralieră model 1963（1963年式機関短銃）の制式名称で呼ばれているほか、PM md. 63もしくはmd. 63の略称で表記される。

## 概要
第二次世界大戦後、他の東欧諸国と同様に政治と軍事の両面においてソビエト連邦（以降ソ連）の強い影響下に置かれたルーマニアでは、軍の再建においてもソ連製兵器の影響を強く受けていたが、主力アサルトライフルのAK-47については国産化ではなく、ソ連や他にAK-47をライセンス生産していたワルシャワ条約機構加盟国からの輸入に頼っていた。
1960年代初頭にルーマニアは、ソ連からAKMの製造ライセンスを取得し国産化に乗り出した。基本的な形状や構造はソ連製オリジナルのAKMと大差は無いが、フルオート連射時のコントロール性向上を目的に、前部ハンドガード下部にやや前方に反った垂直フォアグリップを取り付ける改良を施した。
この垂直フォアグリップはルーマニア製AKの一大特徴となり、その後の生産型にも必ず受け継がれているが、銃剣戦闘の際に銃を槍のように握ることができない分不利に働くほか、アンダーバレル式グレネードランチャーを装着する際には下部ハンドガードを取り外す必要が生じるなど欠点も多いため、輸出型では一般的なAKと変わらない形状のハンドガードを装着することもある。
初期に生産されたPM md. 63では、銃身先端部のネジ部分を保護するプロテクションリングを付けただけでマズルコンペンセイターは装備されていないが、後期生産型ではソ連製AKMと同様に先端部を斜めにカットした小型のマズルコンペンセイターが装備された。
陸軍では、1980年代後半に5.45x39mm弾を使用するために設計されたAIMS-74（Puşcă Automată model 1986、1986年式自動小銃）に更新されていったが、現在でも海軍や予備役部隊などに配備されている。
国外にも輸出されたが、それらがテロリストや民兵(IRA暫定派や革命統一戦線など)の手に渡ったほか、鹵獲や密売によってアメリカ合衆国側につく勢力(サウジアラビア国家警備隊やコントラなど)にも供給されていた。

## 派生型
Pistolul Mitralieră model 1965（PM md. 65、md. 65）
AKMSと同型の下方回転格納式銃床を備えた型。垂直フォアグリップは、銃床を折り畳む際の邪魔にならないように、やや後方に反った形状に変更されている。輸出名称はAIMS。
Pistolul Mitralieră model 1990（PM md. 90、md. 90）
銃床をAIMS-74と同型の右側面折畳式銃床に変更した型。垂直フォアグリップの形状はAIMと同一形状に戻された。1990年に生産開始された。制式名称を PM md. 65M とする説もある。輸出名称はPM md. 65同様にAIMS。
PM md. 90 カービン
PM md. 90の銃身を短縮化したカービンモデル。ガスシリンダーと銃身の切り詰め方はAK-102/104/105に近く、銃口部分には独自設計のフラッシュサプレッサーが装着出来る。制式名称を PM md. 1980 Cuteava Scurta（「バレル短縮型」の意）とする説もある。
PM md. 1963 Garzile Pattriotisu
ルーマニア民兵向けセミオートマチックモデル。垂直フォアグリップを装備、10発弾倉が装備された。
セミオートマチックの民間向け輸出モデルは、本モデルを原型として製作され、一般的にAIMライフルの名称で知られている。民間向け輸出モデルは垂直フォアグリップを装備していない下部ハンドガードを装着しているものが多い。アメリカなどに販売されている民間モデルは、各輸入業者がWASR、Romak1、SAR-1、WUM1等の各々のブランド名をつけて販売している。
Puscă Mitralieră model 1964（PM md. 64、md. 64。1964年式機関小銃）
PM md. 63を強化して分隊支援火器としたモデル。レシーバーを強化し、より長い重銃身と大型銃床、二脚を装備している。通常の30発箱型弾倉も装着可能だが、専用の45発箱型弾倉、70発ドラム型弾倉が用意された（ドラム型弾倉は使用状況に鑑み後に製造中止）。輸出モデルも生産された。
Puscă Semiautomată cu Lunetă model 1974（P.SA.L. md. 74、PSL md. 64）
7.62x54mmR弾を使用するセミオートマチック狙撃銃。ソビエト連邦のドラグノフ狙撃銃と異なり、PM md. 63をそのまま強化、大型化されている。

## 画像

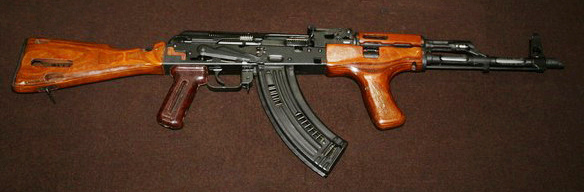
PM md. 63カットモデル
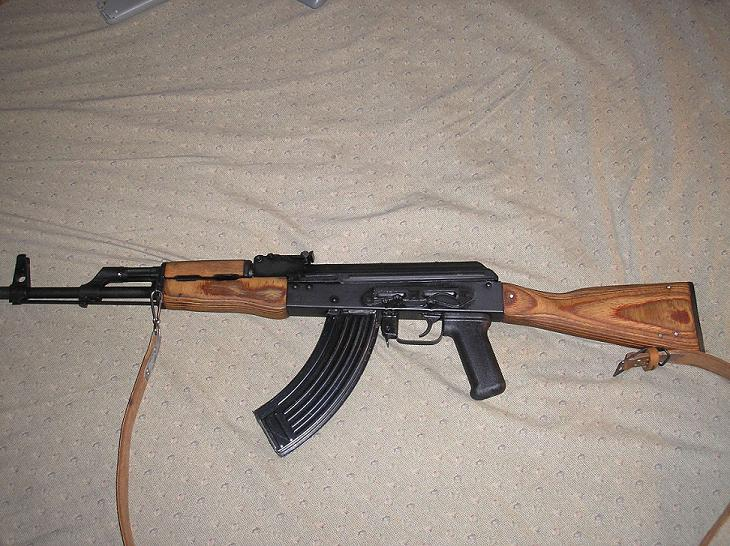
民間用WASR
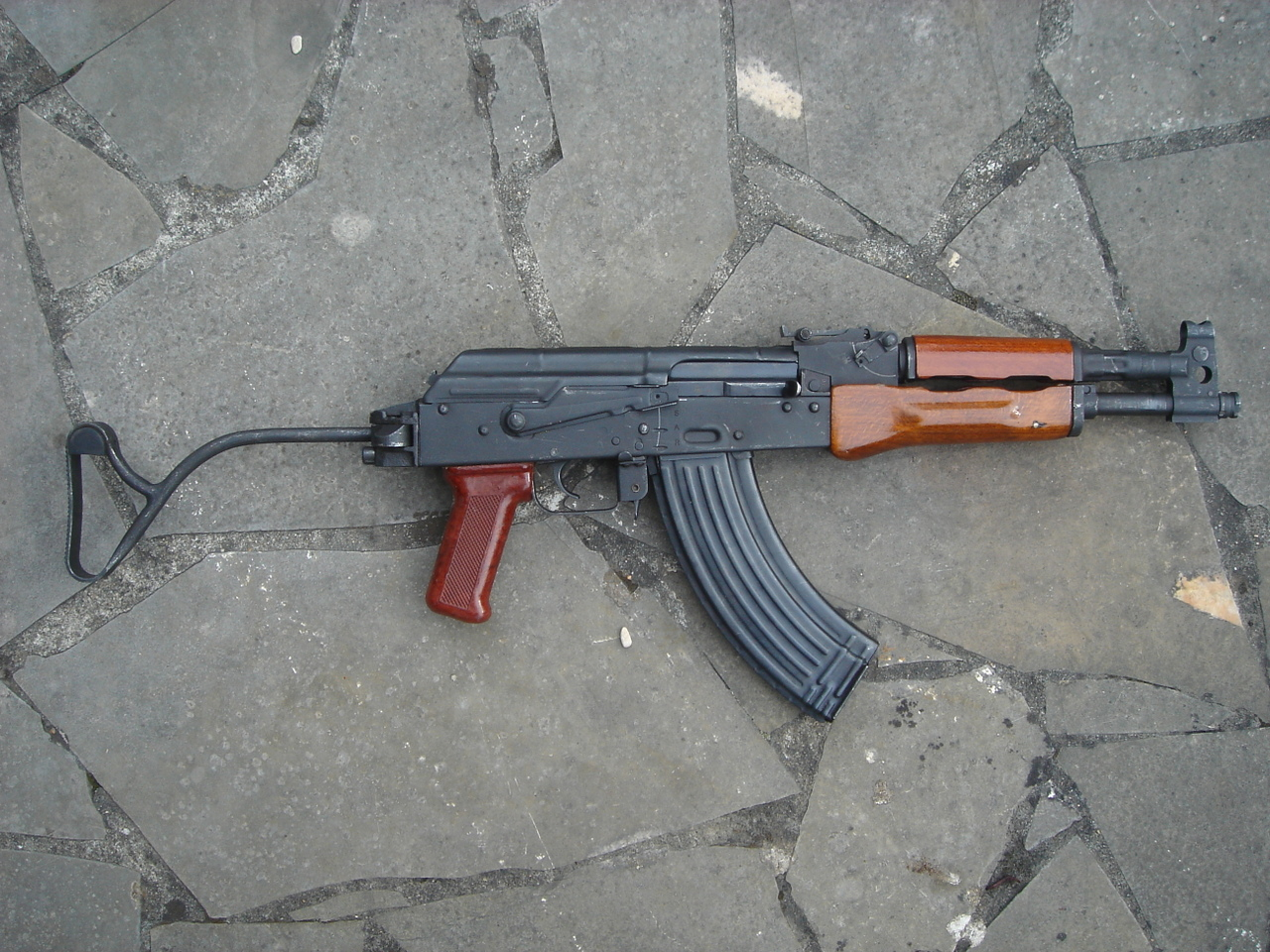
PM md. 90 カービン 写真の銃には垂直フォアグリップが無い
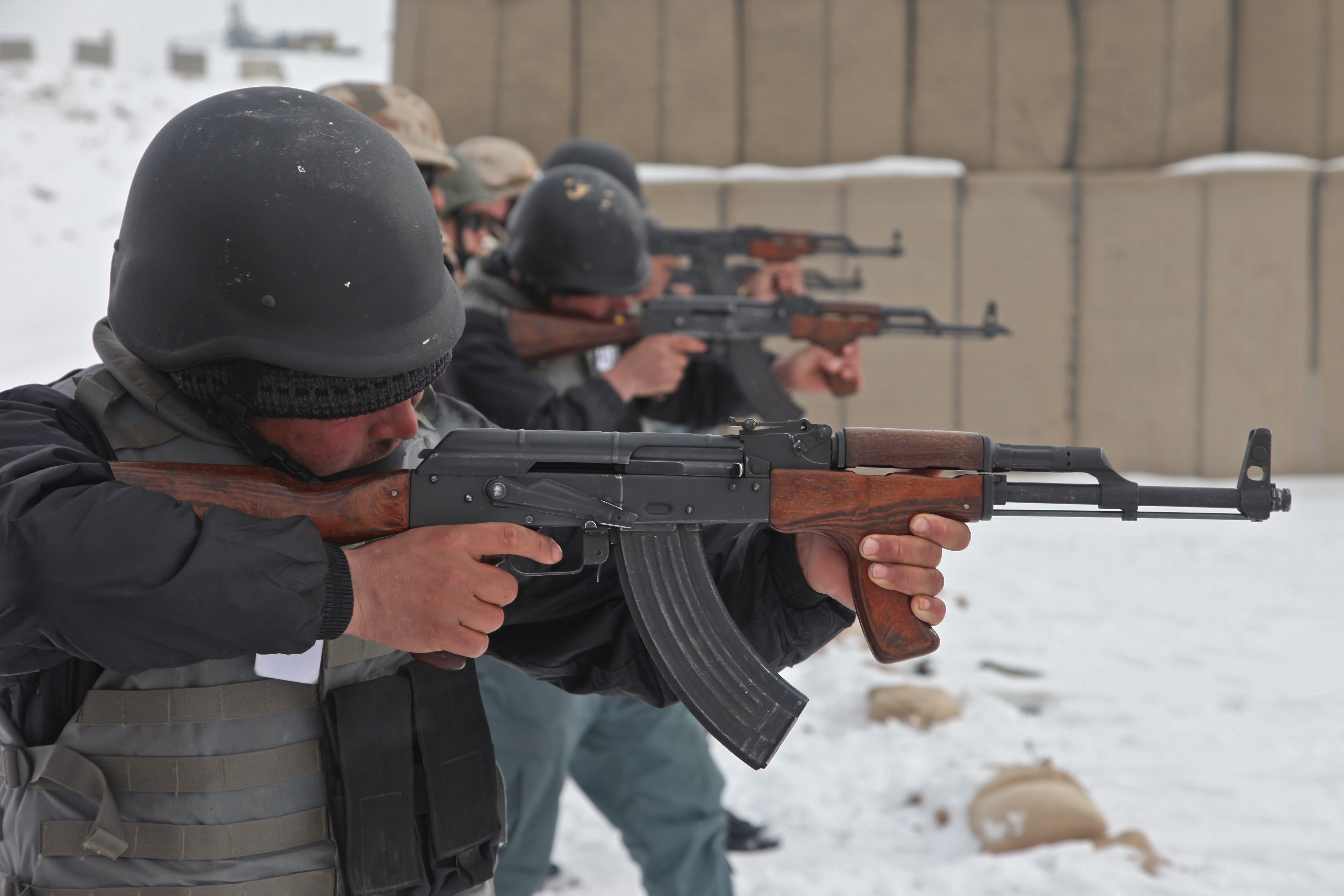
PM md. 63を構えるアフガニスタン国家警察の警官
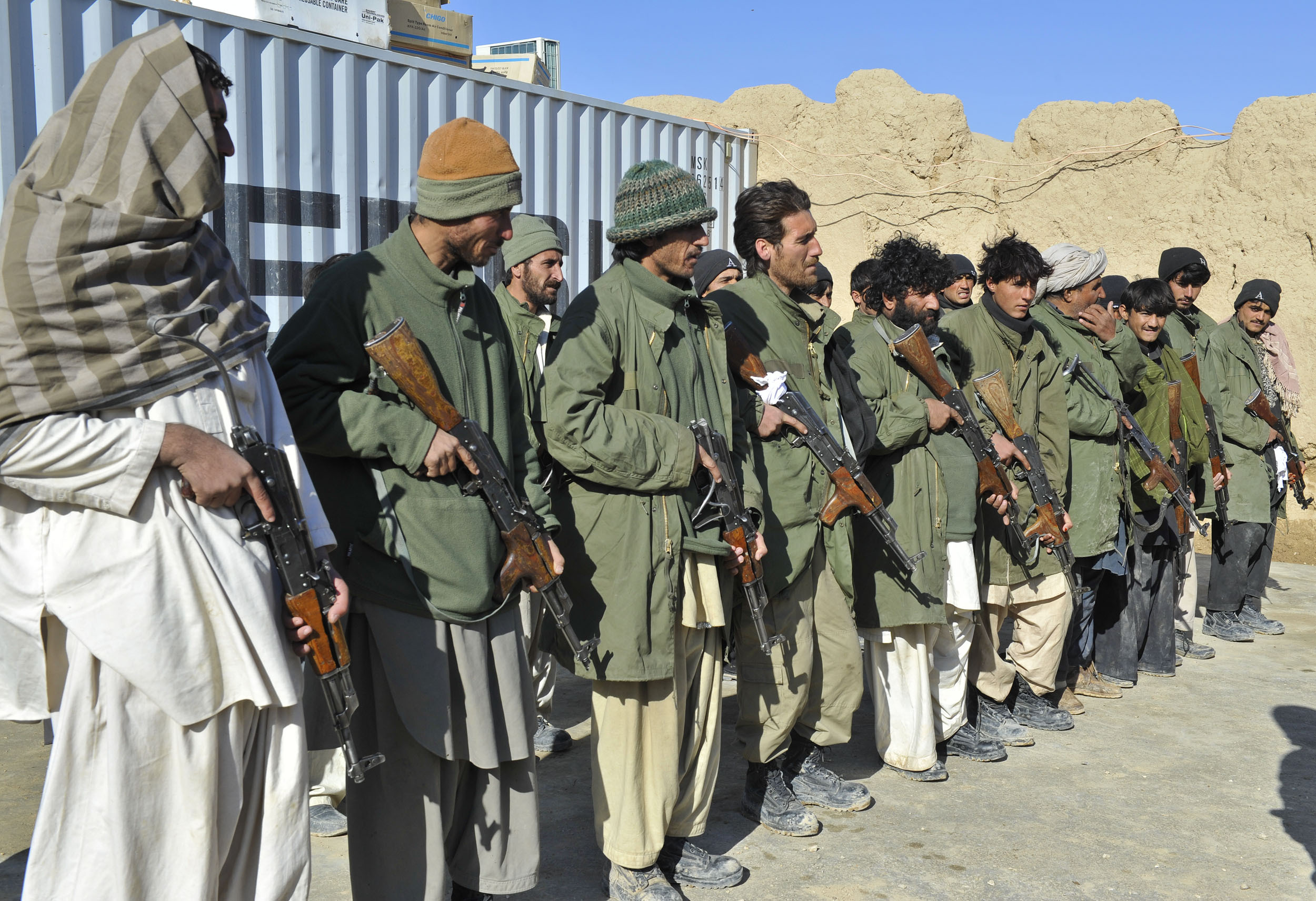
PM md.63及びPM md.65を所持したアフガニスタンの警察官志願者
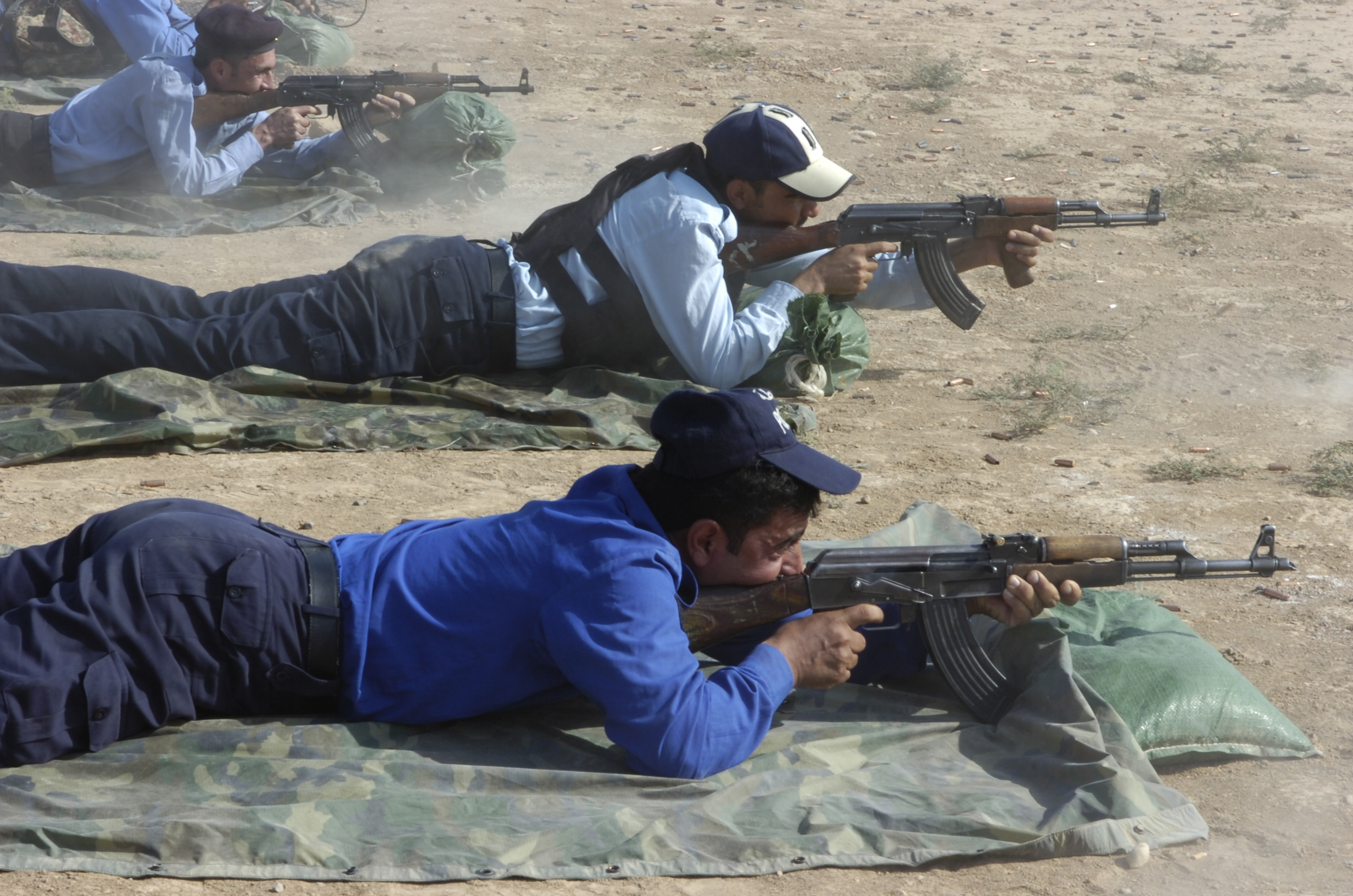
PM md.63を装備したイラク警察の警察官
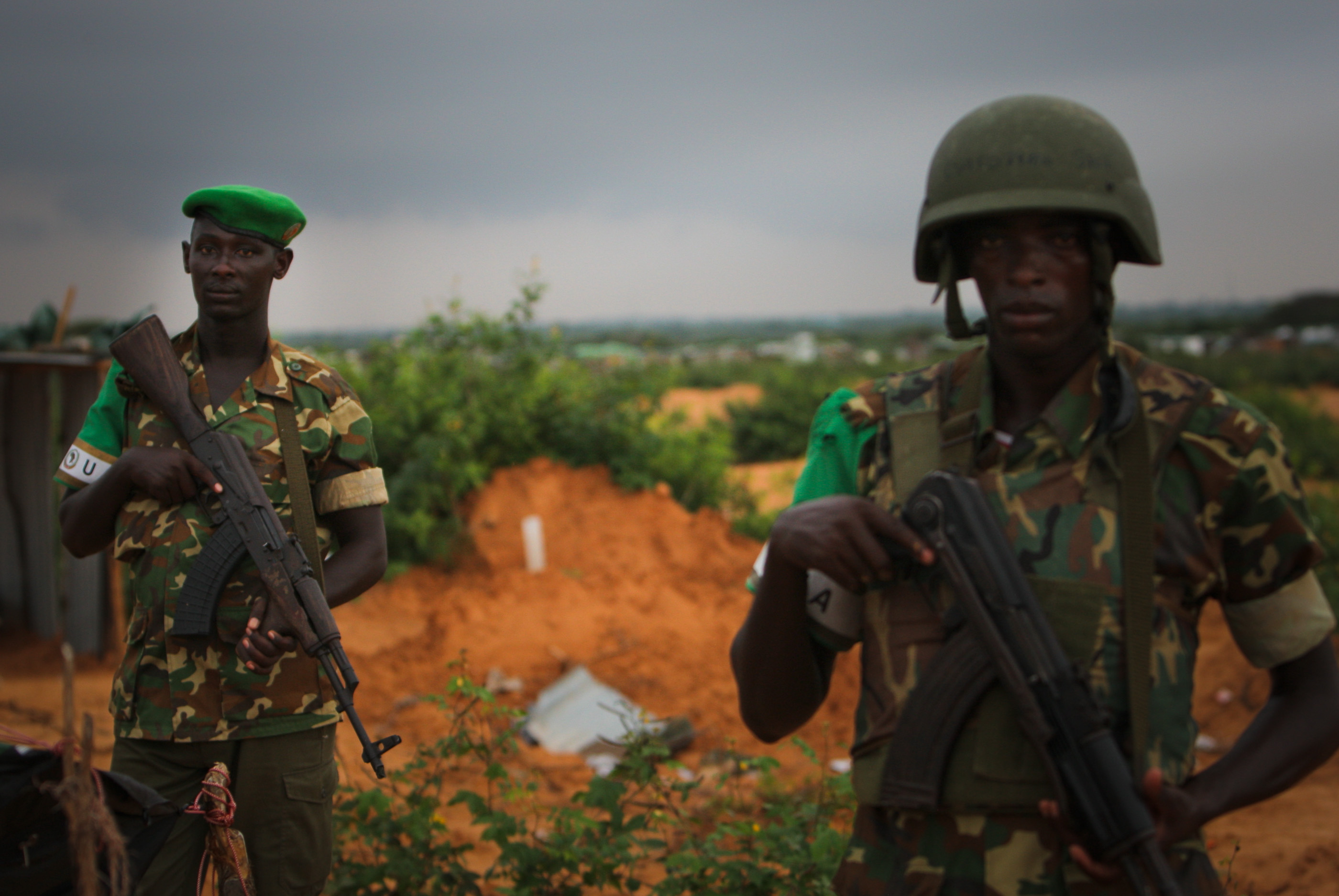
PM md.63を装備したブルンジ軍兵士
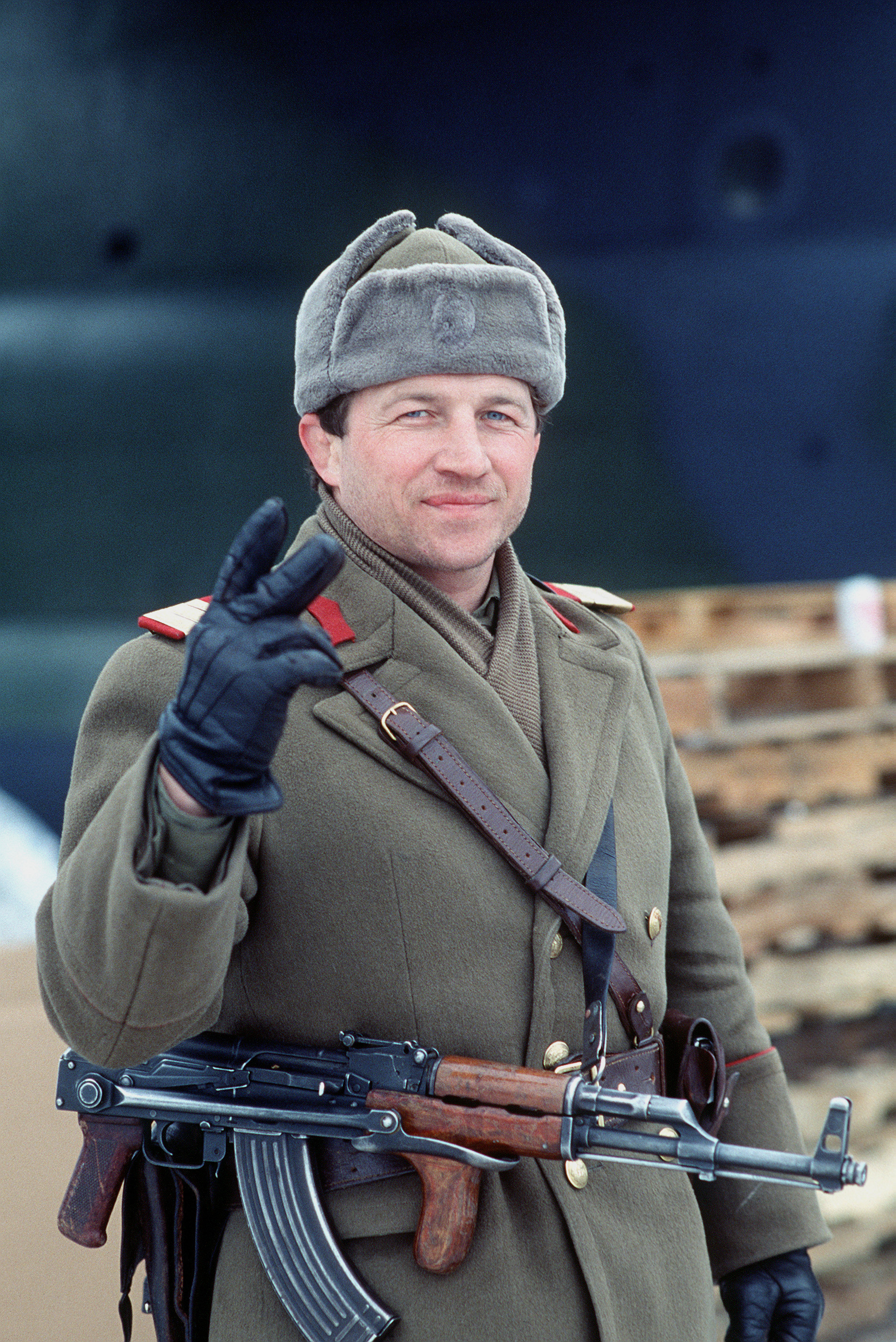
下方回転格納式銃床を有するPM md. 65 垂直フォアグリップが後方に反っている
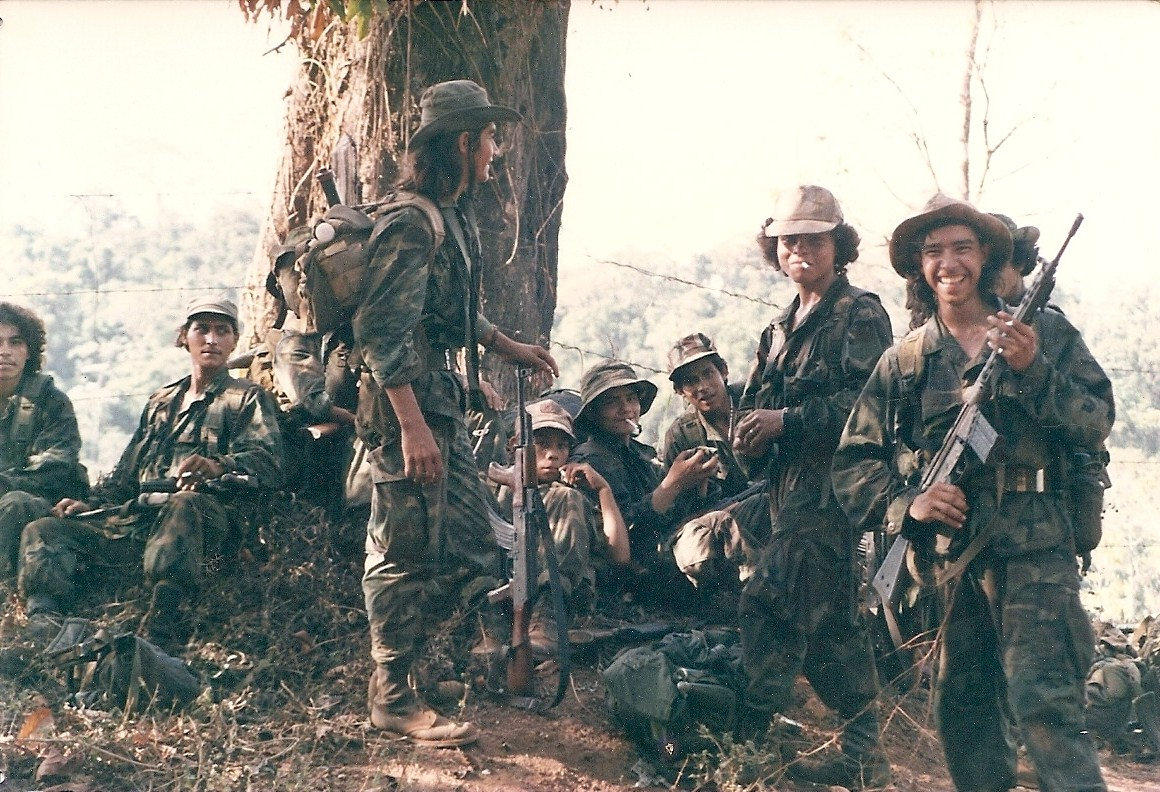
PM md. 63を所持した民主革命同盟の兵士（写真中央）